# Campeonato Brasileiro de Futebol de 2025 - Série C
A Série C do Campeonato Brasileiro de Futebol de 2025 é a 35.ª edição da competição equivalente à terceira divisão do futebol do Brasil. Disputada por vinte clubes, os quatro mais bem colocados ganharão acesso à Série B de 2026 e os quatro últimos colocados na primeira fase serão rebaixados à Série D de 2026.
Essa é a primeira edição da história da Série C sem nenhuma equipe da Região Norte. Nesse cenário, a região Nordeste detém o maior número de representantes na competição pelo quarto ano consecutivo, novamente com oito equipes. Em seguida, aparecem a Região Sul com seis clubes, o Sudeste com cinco, enquanto o Centro-Oeste conta com apenas um participante pela quarta vez seguida. Há dois debutantes no torneio: o Retrô, campeão da Série D de 2024, e o Maringá.
O descenso para a Série D de 2026 começou a ser definido ao final da 17.ª rodada: após empatar em casa sem gols contra o Caxias, o Tombense foi a primeira equipe matematicamente rebaixada.

## Direitos de transmissão
Essa é a primeira edição em que vigora o sistema de ligas, semelhante a Premier League inglesa com o surgimento da Liga do Futebol Brasileiro (LIBRA) e da Liga Forte União do Futebol Brasileiro (LFU) entre os meses de maio e junho de 2022. As duas ligas tem como objetivo aumentar a competitividade do Campeonato Brasileiro e, principalmente, a distribuição das cotas de premiação e os direitos de transmissão dos jogos de maneira mais equitativa, seguindo a Lei do Mandante (Lei 14.205/21).
Pela terceira divisão do Brasileirão 2025, fecharam acordo com a LIBRA apenas os clubes ABC e Guarani. Já pela LFU, Brusque, CSA, Figueirense, Ituano, Londrina, Náutico, Ponte Preta e Tombense possuem acordo. Em ambos, a transmissão contempla apenas os jogos destes times como mandantes. Os demais clubes não firmaram acordo com as duas ligas e vendem os direitos separadamente. 
O SportyNet (antigo Nosso Futebol) acabou renovando os direitos de transmissão dessa divisão firmando acordo com as duas ligas nas transmissões em televisão por assinatura e pay-per-view e repassando-os para a Band marcando o retorno dos jogos da terceira divisão em TV aberta após a última cobertura em 2022, mas mantendo o formato de transmissões regionais de duas partidas por rodada.
| Emissora ou serviço de streaming | 2 jogos por rodada | 4 jogos por rodada                                | Todos os jogos da rodada                                               |
| -------------------------------- | --- | ------------------------------------------------- | ---------------------------------------------------------------------- |
| Band                             | Exibição em TV aberta de jogos selecionados aos sábados (17h) com divisão regional, havendo transmissão em outros dias da semana em momentos esporádicos. |                                                   |                                                                        |
| SportyNet                        | Exibição em TV paga em variados dias da semana. |                                                   | Exibição em pay-per-view em variados dias da semana de todos os jogos. |
| DAZN                             | | Exibição em streaming em variados dias da semana. |                                                                        |

## Participantes
| Equipe              | Cidade                | Estado | Em 2024        | Estádio (mando)   | Capacidade | Títulos         |
| ------------------- | --------------------- | ------ | -------------- | ----------------- | ---------- | --------------- |
| ABC                 | Natal                 | RN     | 14.º           | Frasqueirão       | 15 640     | 1 (2010)        |
| Anápolis            | Anápolis              | GO     | 2.º (Série D)  | Jonas Duarte      | 25 000     | 0 (não possui)  |
| Botafogo-PB         | João Pessoa           | PB     | 7.º            | Almeidão (PB)     | 19 000     | 0 (não possui)  |
| Brusque             | Brusque               | SC     | 19.º (Série B) | Augusto Bauer     | 5 000      | 0 (não possui)  |
| Caxias              | Caxias do Sul         | RS     | 15.º           | Centenário        | 22 132     | 0 (não possui)  |
| Confiança           | Aracaju               | SE     | 13.º           | Batistão          | 15 000     | 0 (não possui)  |
| CSA                 | Maceió                | AL     | 10.º           | Rei Pelé          | 17 126     | 1 (2017)        |
| Figueirense         | Florianópolis         | SC     | 11.º           | Orlando Scarpelli | 19 584     | 0 (não possui)  |
| Floresta            | Fortaleza             | CE     | 16.º           | Domingão          | 10 500     | 0 (não possui)  |
| Guarani             | Campinas              | SP     | 20.º (Série B) | Brinco de Ouro    | 20 580     | 0 (não possui)  |
| Itabaiana           | Itabaiana             | SE     | 4.º (Série D)  | Etelvino Mendonça | 10 000     | 0 (não possui)  |
| Ituano              | Itu                   | SP     | 18.º (Série B) | Novelli Junior    | 15 600     | 2 (2003 e 2021) |
| Londrina            | Londrina              | PR     | 5.⁰            | VGD               | 13 000     | 0 (não possui)  |
| Maringá             | Maringá               | PR     | 3.º (Série D)  | Willie Davids     | 16 226     | 0 (não possui)  |
| Náutico             | Recife                | PE     | 9.º            | Aflitos           | 22 856     | 1 (2019)        |
| Ponte Preta         | Campinas              | SP     | 17.º (Série B) | Moisés Lucarelli  | 17 728     | 0(não possui)   |
| Retrô               | Camaragibe            | PE     | 1.º (Série D)  | Arena Pernambuco  | 44 300     | 0 (não possui)  |
| São Bernardo        | São Bernardo do Campo | SP     | 8.º            | 1º de Maio        | 13 440     | 0 (não possui)  |
| Tombense            | Tombos                | MG     | 12.º           | Almeidão (MG)     | 6 555      | 0 (não possui)  |
| Ypiranga de Erechim | Erechim               | RS     | 6.º            | Colosso da Lagoa  | 22 000     | 0 (não possui)  |

## Estádios
| ABC | Anápolis | Botafogo-PB | Brusque | Caxias | Confiança           |
| --- | --- | --- | --- | --- | ------------------- |
| Frasqueirão | Jonas Duarte | Almeidão (PB) | Augusto Bauer | Centenário | Batistão            |
| Capacidade: 18 000 | Capacidade: 25 000 | Capacidade: 19 000 | Capacidade: 5 000 | Capacidade: 22 132 | Capacidade: 15 000  |
| | | | | |                     |
| CSA | \| ABC Anápolis Botafogo-PB Brusque Caxias Confiança CSA Figueirense Floresta Guarani Itabaiana Ituano Londrina Maringá Náutico Ponte Preta Retrô São Bernardo Tombense Ypiranga-RSLocalização dos clubes por Estado. Localização das equipes participantes da Série C de 2025 \| | \| ABC Anápolis Botafogo-PB Brusque Caxias Confiança CSA Figueirense Floresta Guarani Itabaiana Ituano Londrina Maringá Náutico Ponte Preta Retrô São Bernardo Tombense Ypiranga-RSLocalização dos clubes por Estado. Localização das equipes participantes da Série C de 2025 \| | \| ABC Anápolis Botafogo-PB Brusque Caxias Confiança CSA Figueirense Floresta Guarani Itabaiana Ituano Londrina Maringá Náutico Ponte Preta Retrô São Bernardo Tombense Ypiranga-RSLocalização dos clubes por Estado. Localização das equipes participantes da Série C de 2025 \| | \| ABC Anápolis Botafogo-PB Brusque Caxias Confiança CSA Figueirense Floresta Guarani Itabaiana Ituano Londrina Maringá Náutico Ponte Preta Retrô São Bernardo Tombense Ypiranga-RSLocalização dos clubes por Estado. Localização das equipes participantes da Série C de 2025 \| | Figueirense         |
| Rei Pelé | \| ABC Anápolis Botafogo-PB Brusque Caxias Confiança CSA Figueirense Floresta Guarani Itabaiana Ituano Londrina Maringá Náutico Ponte Preta Retrô São Bernardo Tombense Ypiranga-RSLocalização dos clubes por Estado. Localização das equipes participantes da Série C de 2025 \| | \| ABC Anápolis Botafogo-PB Brusque Caxias Confiança CSA Figueirense Floresta Guarani Itabaiana Ituano Londrina Maringá Náutico Ponte Preta Retrô São Bernardo Tombense Ypiranga-RSLocalização dos clubes por Estado. Localização das equipes participantes da Série C de 2025 \| | \| ABC Anápolis Botafogo-PB Brusque Caxias Confiança CSA Figueirense Floresta Guarani Itabaiana Ituano Londrina Maringá Náutico Ponte Preta Retrô São Bernardo Tombense Ypiranga-RSLocalização dos clubes por Estado. Localização das equipes participantes da Série C de 2025 \| | \| ABC Anápolis Botafogo-PB Brusque Caxias Confiança CSA Figueirense Floresta Guarani Itabaiana Ituano Londrina Maringá Náutico Ponte Preta Retrô São Bernardo Tombense Ypiranga-RSLocalização dos clubes por Estado. Localização das equipes participantes da Série C de 2025 \| | Orlando Scarpelli   |
| Capacidade: 17 126 | \| ABC Anápolis Botafogo-PB Brusque Caxias Confiança CSA Figueirense Floresta Guarani Itabaiana Ituano Londrina Maringá Náutico Ponte Preta Retrô São Bernardo Tombense Ypiranga-RSLocalização dos clubes por Estado. Localização das equipes participantes da Série C de 2025 \| | \| ABC Anápolis Botafogo-PB Brusque Caxias Confiança CSA Figueirense Floresta Guarani Itabaiana Ituano Londrina Maringá Náutico Ponte Preta Retrô São Bernardo Tombense Ypiranga-RSLocalização dos clubes por Estado. Localização das equipes participantes da Série C de 2025 \| | \| ABC Anápolis Botafogo-PB Brusque Caxias Confiança CSA Figueirense Floresta Guarani Itabaiana Ituano Londrina Maringá Náutico Ponte Preta Retrô São Bernardo Tombense Ypiranga-RSLocalização dos clubes por Estado. Localização das equipes participantes da Série C de 2025 \| | \| ABC Anápolis Botafogo-PB Brusque Caxias Confiança CSA Figueirense Floresta Guarani Itabaiana Ituano Londrina Maringá Náutico Ponte Preta Retrô São Bernardo Tombense Ypiranga-RSLocalização dos clubes por Estado. Localização das equipes participantes da Série C de 2025 \| | Capacidade: 19 584  |
| | \| ABC Anápolis Botafogo-PB Brusque Caxias Confiança CSA Figueirense Floresta Guarani Itabaiana Ituano Londrina Maringá Náutico Ponte Preta Retrô São Bernardo Tombense Ypiranga-RSLocalização dos clubes por Estado. Localização das equipes participantes da Série C de 2025 \| | \| ABC Anápolis Botafogo-PB Brusque Caxias Confiança CSA Figueirense Floresta Guarani Itabaiana Ituano Londrina Maringá Náutico Ponte Preta Retrô São Bernardo Tombense Ypiranga-RSLocalização dos clubes por Estado. Localização das equipes participantes da Série C de 2025 \| | \| ABC Anápolis Botafogo-PB Brusque Caxias Confiança CSA Figueirense Floresta Guarani Itabaiana Ituano Londrina Maringá Náutico Ponte Preta Retrô São Bernardo Tombense Ypiranga-RSLocalização dos clubes por Estado. Localização das equipes participantes da Série C de 2025 \| | \| ABC Anápolis Botafogo-PB Brusque Caxias Confiança CSA Figueirense Floresta Guarani Itabaiana Ituano Londrina Maringá Náutico Ponte Preta Retrô São Bernardo Tombense Ypiranga-RSLocalização dos clubes por Estado. Localização das equipes participantes da Série C de 2025 \| |                     |
| Floresta | \| ABC Anápolis Botafogo-PB Brusque Caxias Confiança CSA Figueirense Floresta Guarani Itabaiana Ituano Londrina Maringá Náutico Ponte Preta Retrô São Bernardo Tombense Ypiranga-RSLocalização dos clubes por Estado. Localização das equipes participantes da Série C de 2025 \| | \| ABC Anápolis Botafogo-PB Brusque Caxias Confiança CSA Figueirense Floresta Guarani Itabaiana Ituano Londrina Maringá Náutico Ponte Preta Retrô São Bernardo Tombense Ypiranga-RSLocalização dos clubes por Estado. Localização das equipes participantes da Série C de 2025 \| | \| ABC Anápolis Botafogo-PB Brusque Caxias Confiança CSA Figueirense Floresta Guarani Itabaiana Ituano Londrina Maringá Náutico Ponte Preta Retrô São Bernardo Tombense Ypiranga-RSLocalização dos clubes por Estado. Localização das equipes participantes da Série C de 2025 \| | \| ABC Anápolis Botafogo-PB Brusque Caxias Confiança CSA Figueirense Floresta Guarani Itabaiana Ituano Londrina Maringá Náutico Ponte Preta Retrô São Bernardo Tombense Ypiranga-RSLocalização dos clubes por Estado. Localização das equipes participantes da Série C de 2025 \| | Guarani             |
| Domingão | \| ABC Anápolis Botafogo-PB Brusque Caxias Confiança CSA Figueirense Floresta Guarani Itabaiana Ituano Londrina Maringá Náutico Ponte Preta Retrô São Bernardo Tombense Ypiranga-RSLocalização dos clubes por Estado. Localização das equipes participantes da Série C de 2025 \| | \| ABC Anápolis Botafogo-PB Brusque Caxias Confiança CSA Figueirense Floresta Guarani Itabaiana Ituano Londrina Maringá Náutico Ponte Preta Retrô São Bernardo Tombense Ypiranga-RSLocalização dos clubes por Estado. Localização das equipes participantes da Série C de 2025 \| | \| ABC Anápolis Botafogo-PB Brusque Caxias Confiança CSA Figueirense Floresta Guarani Itabaiana Ituano Londrina Maringá Náutico Ponte Preta Retrô São Bernardo Tombense Ypiranga-RSLocalização dos clubes por Estado. Localização das equipes participantes da Série C de 2025 \| | \| ABC Anápolis Botafogo-PB Brusque Caxias Confiança CSA Figueirense Floresta Guarani Itabaiana Ituano Londrina Maringá Náutico Ponte Preta Retrô São Bernardo Tombense Ypiranga-RSLocalização dos clubes por Estado. Localização das equipes participantes da Série C de 2025 \| | Brinco de Ouro      |
| Capacidade: 10 500 | \| ABC Anápolis Botafogo-PB Brusque Caxias Confiança CSA Figueirense Floresta Guarani Itabaiana Ituano Londrina Maringá Náutico Ponte Preta Retrô São Bernardo Tombense Ypiranga-RSLocalização dos clubes por Estado. Localização das equipes participantes da Série C de 2025 \| | \| ABC Anápolis Botafogo-PB Brusque Caxias Confiança CSA Figueirense Floresta Guarani Itabaiana Ituano Londrina Maringá Náutico Ponte Preta Retrô São Bernardo Tombense Ypiranga-RSLocalização dos clubes por Estado. Localização das equipes participantes da Série C de 2025 \| | \| ABC Anápolis Botafogo-PB Brusque Caxias Confiança CSA Figueirense Floresta Guarani Itabaiana Ituano Londrina Maringá Náutico Ponte Preta Retrô São Bernardo Tombense Ypiranga-RSLocalização dos clubes por Estado. Localização das equipes participantes da Série C de 2025 \| | \| ABC Anápolis Botafogo-PB Brusque Caxias Confiança CSA Figueirense Floresta Guarani Itabaiana Ituano Londrina Maringá Náutico Ponte Preta Retrô São Bernardo Tombense Ypiranga-RSLocalização dos clubes por Estado. Localização das equipes participantes da Série C de 2025 \| | Capacidade: 29 130  |
| | \| ABC Anápolis Botafogo-PB Brusque Caxias Confiança CSA Figueirense Floresta Guarani Itabaiana Ituano Londrina Maringá Náutico Ponte Preta Retrô São Bernardo Tombense Ypiranga-RSLocalização dos clubes por Estado. Localização das equipes participantes da Série C de 2025 \| | \| ABC Anápolis Botafogo-PB Brusque Caxias Confiança CSA Figueirense Floresta Guarani Itabaiana Ituano Londrina Maringá Náutico Ponte Preta Retrô São Bernardo Tombense Ypiranga-RSLocalização dos clubes por Estado. Localização das equipes participantes da Série C de 2025 \| | \| ABC Anápolis Botafogo-PB Brusque Caxias Confiança CSA Figueirense Floresta Guarani Itabaiana Ituano Londrina Maringá Náutico Ponte Preta Retrô São Bernardo Tombense Ypiranga-RSLocalização dos clubes por Estado. Localização das equipes participantes da Série C de 2025 \| | \| ABC Anápolis Botafogo-PB Brusque Caxias Confiança CSA Figueirense Floresta Guarani Itabaiana Ituano Londrina Maringá Náutico Ponte Preta Retrô São Bernardo Tombense Ypiranga-RSLocalização dos clubes por Estado. Localização das equipes participantes da Série C de 2025 \| |                     |
| Itabaiana | \| ABC Anápolis Botafogo-PB Brusque Caxias Confiança CSA Figueirense Floresta Guarani Itabaiana Ituano Londrina Maringá Náutico Ponte Preta Retrô São Bernardo Tombense Ypiranga-RSLocalização dos clubes por Estado. Localização das equipes participantes da Série C de 2025 \| | \| ABC Anápolis Botafogo-PB Brusque Caxias Confiança CSA Figueirense Floresta Guarani Itabaiana Ituano Londrina Maringá Náutico Ponte Preta Retrô São Bernardo Tombense Ypiranga-RSLocalização dos clubes por Estado. Localização das equipes participantes da Série C de 2025 \| | \| ABC Anápolis Botafogo-PB Brusque Caxias Confiança CSA Figueirense Floresta Guarani Itabaiana Ituano Londrina Maringá Náutico Ponte Preta Retrô São Bernardo Tombense Ypiranga-RSLocalização dos clubes por Estado. Localização das equipes participantes da Série C de 2025 \| | \| ABC Anápolis Botafogo-PB Brusque Caxias Confiança CSA Figueirense Floresta Guarani Itabaiana Ituano Londrina Maringá Náutico Ponte Preta Retrô São Bernardo Tombense Ypiranga-RSLocalização dos clubes por Estado. Localização das equipes participantes da Série C de 2025 \| | Ituano              |
| Etelvino Mendonça | \| ABC Anápolis Botafogo-PB Brusque Caxias Confiança CSA Figueirense Floresta Guarani Itabaiana Ituano Londrina Maringá Náutico Ponte Preta Retrô São Bernardo Tombense Ypiranga-RSLocalização dos clubes por Estado. Localização das equipes participantes da Série C de 2025 \| | \| ABC Anápolis Botafogo-PB Brusque Caxias Confiança CSA Figueirense Floresta Guarani Itabaiana Ituano Londrina Maringá Náutico Ponte Preta Retrô São Bernardo Tombense Ypiranga-RSLocalização dos clubes por Estado. Localização das equipes participantes da Série C de 2025 \| | \| ABC Anápolis Botafogo-PB Brusque Caxias Confiança CSA Figueirense Floresta Guarani Itabaiana Ituano Londrina Maringá Náutico Ponte Preta Retrô São Bernardo Tombense Ypiranga-RSLocalização dos clubes por Estado. Localização das equipes participantes da Série C de 2025 \| | \| ABC Anápolis Botafogo-PB Brusque Caxias Confiança CSA Figueirense Floresta Guarani Itabaiana Ituano Londrina Maringá Náutico Ponte Preta Retrô São Bernardo Tombense Ypiranga-RSLocalização dos clubes por Estado. Localização das equipes participantes da Série C de 2025 \| | Novelli Junior      |
| Capacidade: 10 000 | \| ABC Anápolis Botafogo-PB Brusque Caxias Confiança CSA Figueirense Floresta Guarani Itabaiana Ituano Londrina Maringá Náutico Ponte Preta Retrô São Bernardo Tombense Ypiranga-RSLocalização dos clubes por Estado. Localização das equipes participantes da Série C de 2025 \| | \| ABC Anápolis Botafogo-PB Brusque Caxias Confiança CSA Figueirense Floresta Guarani Itabaiana Ituano Londrina Maringá Náutico Ponte Preta Retrô São Bernardo Tombense Ypiranga-RSLocalização dos clubes por Estado. Localização das equipes participantes da Série C de 2025 \| | \| ABC Anápolis Botafogo-PB Brusque Caxias Confiança CSA Figueirense Floresta Guarani Itabaiana Ituano Londrina Maringá Náutico Ponte Preta Retrô São Bernardo Tombense Ypiranga-RSLocalização dos clubes por Estado. Localização das equipes participantes da Série C de 2025 \| | \| ABC Anápolis Botafogo-PB Brusque Caxias Confiança CSA Figueirense Floresta Guarani Itabaiana Ituano Londrina Maringá Náutico Ponte Preta Retrô São Bernardo Tombense Ypiranga-RSLocalização dos clubes por Estado. Localização das equipes participantes da Série C de 2025 \| | Capacidade: 15 600  |
| | \| ABC Anápolis Botafogo-PB Brusque Caxias Confiança CSA Figueirense Floresta Guarani Itabaiana Ituano Londrina Maringá Náutico Ponte Preta Retrô São Bernardo Tombense Ypiranga-RSLocalização dos clubes por Estado. Localização das equipes participantes da Série C de 2025 \| | \| ABC Anápolis Botafogo-PB Brusque Caxias Confiança CSA Figueirense Floresta Guarani Itabaiana Ituano Londrina Maringá Náutico Ponte Preta Retrô São Bernardo Tombense Ypiranga-RSLocalização dos clubes por Estado. Localização das equipes participantes da Série C de 2025 \| | \| ABC Anápolis Botafogo-PB Brusque Caxias Confiança CSA Figueirense Floresta Guarani Itabaiana Ituano Londrina Maringá Náutico Ponte Preta Retrô São Bernardo Tombense Ypiranga-RSLocalização dos clubes por Estado. Localização das equipes participantes da Série C de 2025 \| | \| ABC Anápolis Botafogo-PB Brusque Caxias Confiança CSA Figueirense Floresta Guarani Itabaiana Ituano Londrina Maringá Náutico Ponte Preta Retrô São Bernardo Tombense Ypiranga-RSLocalização dos clubes por Estado. Localização das equipes participantes da Série C de 2025 \| |                     |
| Londrina | \| ABC Anápolis Botafogo-PB Brusque Caxias Confiança CSA Figueirense Floresta Guarani Itabaiana Ituano Londrina Maringá Náutico Ponte Preta Retrô São Bernardo Tombense Ypiranga-RSLocalização dos clubes por Estado. Localização das equipes participantes da Série C de 2025 \| | \| ABC Anápolis Botafogo-PB Brusque Caxias Confiança CSA Figueirense Floresta Guarani Itabaiana Ituano Londrina Maringá Náutico Ponte Preta Retrô São Bernardo Tombense Ypiranga-RSLocalização dos clubes por Estado. Localização das equipes participantes da Série C de 2025 \| | \| ABC Anápolis Botafogo-PB Brusque Caxias Confiança CSA Figueirense Floresta Guarani Itabaiana Ituano Londrina Maringá Náutico Ponte Preta Retrô São Bernardo Tombense Ypiranga-RSLocalização dos clubes por Estado. Localização das equipes participantes da Série C de 2025 \| | \| ABC Anápolis Botafogo-PB Brusque Caxias Confiança CSA Figueirense Floresta Guarani Itabaiana Ituano Londrina Maringá Náutico Ponte Preta Retrô São Bernardo Tombense Ypiranga-RSLocalização dos clubes por Estado. Localização das equipes participantes da Série C de 2025 \| | Maringá             |
| VGD | \| ABC Anápolis Botafogo-PB Brusque Caxias Confiança CSA Figueirense Floresta Guarani Itabaiana Ituano Londrina Maringá Náutico Ponte Preta Retrô São Bernardo Tombense Ypiranga-RSLocalização dos clubes por Estado. Localização das equipes participantes da Série C de 2025 \| | \| ABC Anápolis Botafogo-PB Brusque Caxias Confiança CSA Figueirense Floresta Guarani Itabaiana Ituano Londrina Maringá Náutico Ponte Preta Retrô São Bernardo Tombense Ypiranga-RSLocalização dos clubes por Estado. Localização das equipes participantes da Série C de 2025 \| | \| ABC Anápolis Botafogo-PB Brusque Caxias Confiança CSA Figueirense Floresta Guarani Itabaiana Ituano Londrina Maringá Náutico Ponte Preta Retrô São Bernardo Tombense Ypiranga-RSLocalização dos clubes por Estado. Localização das equipes participantes da Série C de 2025 \| | \| ABC Anápolis Botafogo-PB Brusque Caxias Confiança CSA Figueirense Floresta Guarani Itabaiana Ituano Londrina Maringá Náutico Ponte Preta Retrô São Bernardo Tombense Ypiranga-RSLocalização dos clubes por Estado. Localização das equipes participantes da Série C de 2025 \| | Willie Davids       |
| Capacidade: 13 000 | \| ABC Anápolis Botafogo-PB Brusque Caxias Confiança CSA Figueirense Floresta Guarani Itabaiana Ituano Londrina Maringá Náutico Ponte Preta Retrô São Bernardo Tombense Ypiranga-RSLocalização dos clubes por Estado. Localização das equipes participantes da Série C de 2025 \| | \| ABC Anápolis Botafogo-PB Brusque Caxias Confiança CSA Figueirense Floresta Guarani Itabaiana Ituano Londrina Maringá Náutico Ponte Preta Retrô São Bernardo Tombense Ypiranga-RSLocalização dos clubes por Estado. Localização das equipes participantes da Série C de 2025 \| | \| ABC Anápolis Botafogo-PB Brusque Caxias Confiança CSA Figueirense Floresta Guarani Itabaiana Ituano Londrina Maringá Náutico Ponte Preta Retrô São Bernardo Tombense Ypiranga-RSLocalização dos clubes por Estado. Localização das equipes participantes da Série C de 2025 \| | \| ABC Anápolis Botafogo-PB Brusque Caxias Confiança CSA Figueirense Floresta Guarani Itabaiana Ituano Londrina Maringá Náutico Ponte Preta Retrô São Bernardo Tombense Ypiranga-RSLocalização dos clubes por Estado. Localização das equipes participantes da Série C de 2025 \| | Capacidade: 16 000  |
| | \| ABC Anápolis Botafogo-PB Brusque Caxias Confiança CSA Figueirense Floresta Guarani Itabaiana Ituano Londrina Maringá Náutico Ponte Preta Retrô São Bernardo Tombense Ypiranga-RSLocalização dos clubes por Estado. Localização das equipes participantes da Série C de 2025 \| | \| ABC Anápolis Botafogo-PB Brusque Caxias Confiança CSA Figueirense Floresta Guarani Itabaiana Ituano Londrina Maringá Náutico Ponte Preta Retrô São Bernardo Tombense Ypiranga-RSLocalização dos clubes por Estado. Localização das equipes participantes da Série C de 2025 \| | \| ABC Anápolis Botafogo-PB Brusque Caxias Confiança CSA Figueirense Floresta Guarani Itabaiana Ituano Londrina Maringá Náutico Ponte Preta Retrô São Bernardo Tombense Ypiranga-RSLocalização dos clubes por Estado. Localização das equipes participantes da Série C de 2025 \| | \| ABC Anápolis Botafogo-PB Brusque Caxias Confiança CSA Figueirense Floresta Guarani Itabaiana Ituano Londrina Maringá Náutico Ponte Preta Retrô São Bernardo Tombense Ypiranga-RSLocalização dos clubes por Estado. Localização das equipes participantes da Série C de 2025 \| |                     |
| Náutico | Ponte Preta | Retrô | São Bernardo | Tombense | Ypiranga de Erechim |
| Aflitos | Moises Lucarelli | Arena Pernambuco | 1º de Maio | Almeidão (MG) | Colosso da Lagoa    |
| Capacidade: 22 856 | Capacidade: 15 728 | Capacidade: 44 300 | Capacidade: 13 440 | Capacidade: 6 555 | Capacidade: 22 000  |
| | | | | |                     |
| ABC Anápolis Botafogo-PB Brusque Caxias Confiança CSA Figueirense Floresta Guarani Itabaiana Ituano Londrina Maringá Náutico Ponte Preta Retrô São Bernardo Tombense Ypiranga-RSLocalização dos clubes por Estado. Localização das equipes participantes da Série C de 2025 | | | | |                     |

### Outros estádios
Além dos estádios de mando usual, outros estádios foram utilizados devido a punições de perda de mando de campo impostas pelo Superior Tribunal de Justiça Desportiva ou por conta de problemas de interdição dos estádios usuais ou simplesmente por opção dos clubes em mandar seus jogos em outros locais, geralmente buscando uma melhor renda.

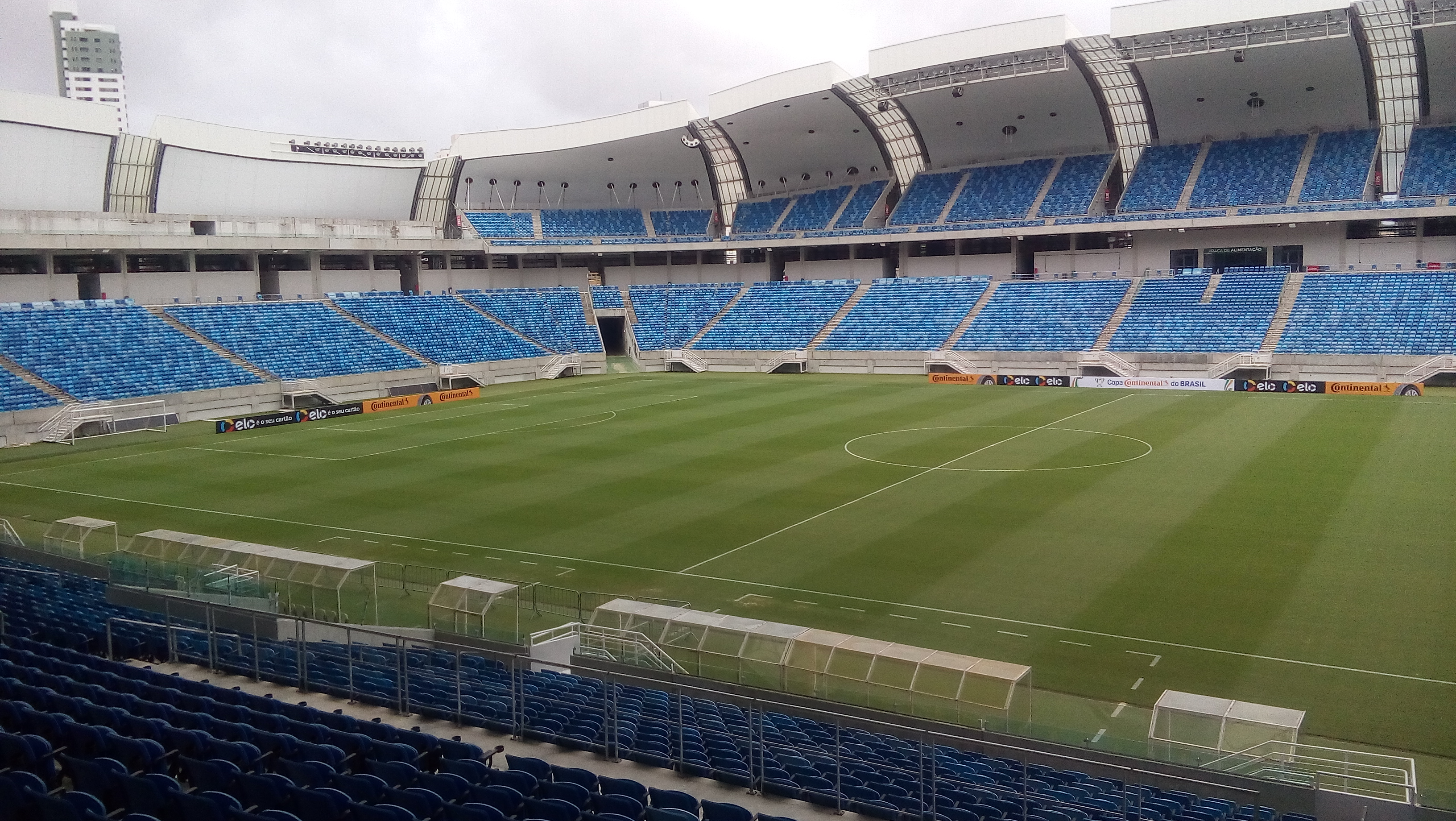
Arena das Dunas (Natal)
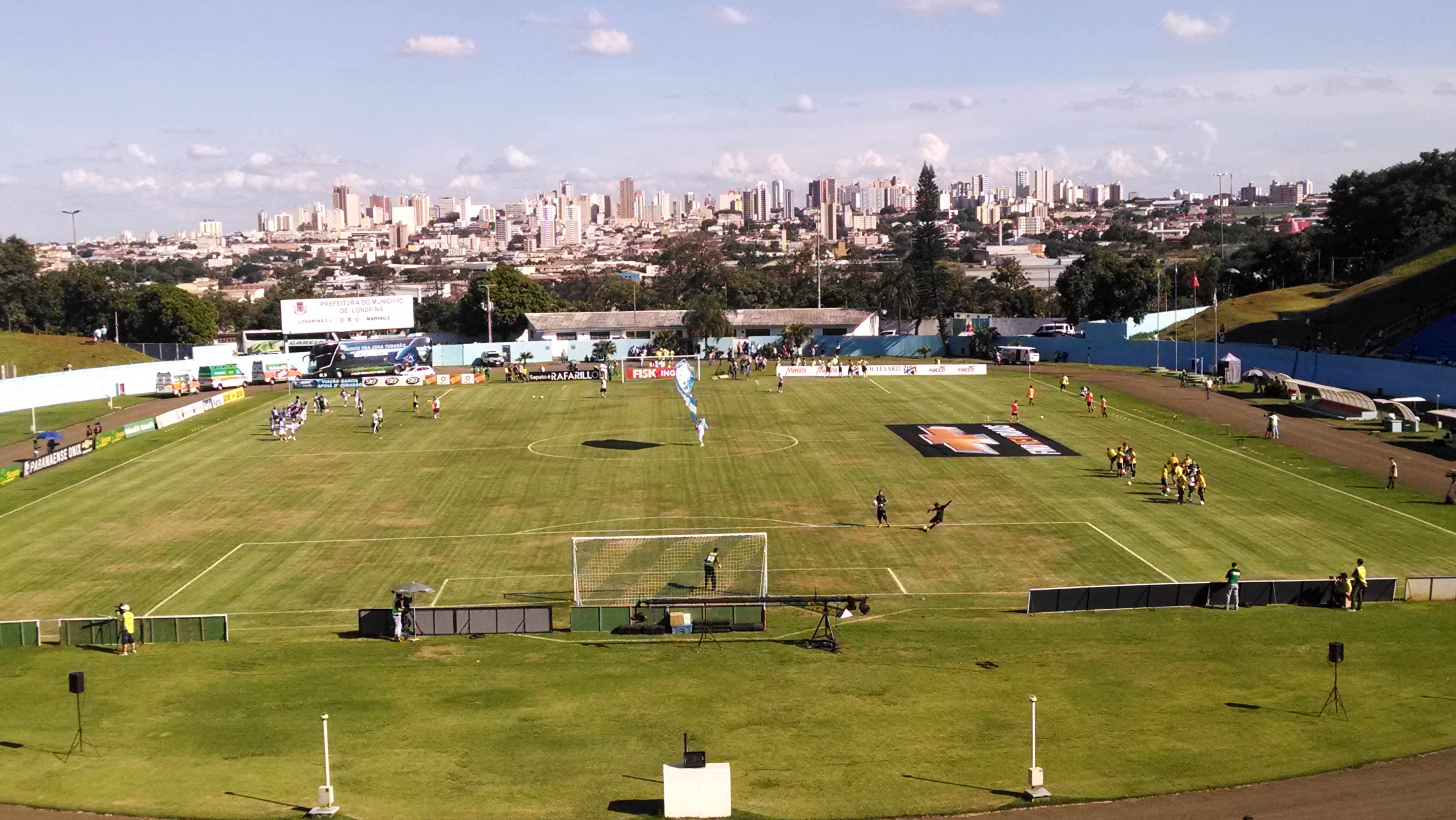
Estádio do Café (Londrina)

## Primeira fase

### Grupo A
| Pos | Equipe              | Pts | J  | V  | E  | D  | GP | GC | SG  | Classificação ou descenso      |
| --- | ------------------- | --- | -- | -- | -- | -- | -- | -- | --- | ------------------------------ |
| 1   | Caxias (A)          | 37  | 17 | 12 | 1  | 4  | 26 | 17 | +9  | Classificação à segunda fase   |
| 2   | Náutico (A)         | 32  | 17 | 9  | 5  | 3  | 21 | 6  | +15 | Classificação à segunda fase   |
| 3   | Ponte Preta (A)     | 30  | 17 | 9  | 3  | 5  | 17 | 15 | +2  | Classificação à segunda fase   |
| 4   | Londrina (A)        | 29  | 17 | 8  | 5  | 4  | 26 | 17 | +9  | Classificação à segunda fase   |
| 5   | São Bernardo (A)    | 29  | 17 | 8  | 5  | 4  | 18 | 12 | +6  | Classificação à segunda fase   |
| 6   | Floresta            | 24  | 17 | 6  | 6  | 5  | 13 | 14 | −1  | Classificação à segunda fase   |
| 7   | Confiança           | 23  | 17 | 6  | 5  | 6  | 20 | 21 | −1  | Classificação à segunda fase   |
| 8   | Guarani             | 23  | 17 | 6  | 5  | 6  | 17 | 18 | −1  | Classificação à segunda fase   |
| 9   | Brusque             | 22  | 17 | 6  | 4  | 7  | 17 | 17 | 0   |                                |
| 10  | Ypiranga de Erechim | 22  | 17 | 6  | 4  | 7  | 15 | 19 | −4  |                                |
| 11  | CSA                 | 22  | 17 | 5  | 7  | 5  | 20 | 19 | +1  |                                |
| 12  | Ituano              | 21  | 17 | 5  | 6  | 6  | 17 | 20 | −3  |                                |
| 13  | Maringá             | 21  | 17 | 4  | 9  | 4  | 21 | 22 | −1  |                                |
| 14  | Botafogo-PB         | 20  | 17 | 5  | 5  | 7  | 21 | 19 | +2  |                                |
| 15  | Figueirense         | 20  | 17 | 4  | 8  | 5  | 20 | 17 | +3  |                                |
| 16  | Anápolis            | 19  | 17 | 4  | 7  | 6  | 13 | 18 | −5  |                                |
| 17  | Itabaiana           | 18  | 17 | 5  | 3  | 9  | 13 | 18 | −5  | Rebaixamento à Série D de 2026 |
| 18  | ABC                 | 17  | 17 | 2  | 11 | 4  | 19 | 23 | −4  | Rebaixamento à Série D de 2026 |
| 19  | Retrô               | 13  | 17 | 3  | 4  | 10 | 6  | 20 | −14 | Rebaixamento à Série D de 2026 |
| 20  | Tombense (R)        | 13  | 17 | 2  | 7  | 8  | 12 | 20 | −8  | Rebaixamento à Série D de 2026 |

### Confrontos
| Mandante \ Visitante | ABC | APS | BPB | BRU | CAX | CON | CSA | FIG | FLO | GUA | ITA | ITU | LON | MGA | NAU | PON | RET | SBE | TOM | YPI |
| -------------------- | --- | --- | --- | --- | --- | --- | --- | --- | --- | --- | --- | --- | --- | --- | --- | --- | --- | --- | --- | --- |
| ABC                  | —   | 3–3 |     |     |     |     | 1–1 | 0–0 |     | 3–4 |     | 2–3 |     | 3–3 | 0–0 |     |     |     |     | 0–3 |
| Anápolis             |     | —   |     | 2–1 |     |     |     |     | 0–0 | 2–0 | 1–0 | 0–1 |     | 1–1 |     |     | 0–0 |     |     | 0–0 |
| Botafogo-PB          | 0–0 |     | —   | 1–3 | 1–2 | 3–0 |     |     | 2–3 |     |     |     | 2–0 |     |     | 2–1 | 1–0 | 1–1 |     |     |
| Brusque              | 0–1 |     |     | —   |     |     |     | 0–2 |     | 1–0 | 0–0 |     | 1–2 |     |     |     | 1–2 | 1–0 | 0–0 | 1–0 |
| Caxias               | 1–0 | 1–0 |     |     | —   |     |     |     | 1–0 | 2–0 |     | 2–1 | 4–2 |     |     | 2–1 | 2–1 |     |     |     |
| Confiança            | 1–1 | 2–0 |     | 4–1 | 2–1 | —   |     |     | 1–0 |     |     |     | 0–2 |     |     | 1–2 |     |     | 3–2 |     |
| CSA                  |     | 1–1 | 2–1 |     | 2–3 | 0–0 | —   | 1–1 | 2–0 |     |     | 2–2 |     | 3–2 | 2–1 |     |     |     |     |     |
| Figueirense          |     | 1–2 | 1–0 |     | 2–3 | 1–1 |     | —   |     |     |     | 2–0 |     | 1–1 | 0–0 | 1–1 |     |     |     |     |
| Floresta             | 1–1 |     |     | 2–1 |     |     |     |     | —   | 0–0 | 1–0 |     | 0–2 |     |     |     | 1–0 |     | 1–0 | 2–1 |
| Guarani              |     |     | 2–1 |     |     |     | 1–0 | 0–0 |     | —   | 2–1 | 0–0 |     | 2–3 | 0–1 |     |     | 0–1 |     | 2–1 |
| Itabaiana            |     |     | 1–0 |     | 2–1 | 0–0 | 1–0 | 1–1 |     |     | —   | 3–1 |     |     | 2–1 |     |     | 0–1 |     |     |
| Ituano               |     |     | 0–3 | 0–0 |     | 1–2 |     |     | 0–0 |     |     | —   | 1–0 |     |     | 0–1 | 2–0 | 1–1 | 3–1 |     |
| Londrina             | 1–1 |     |     |     |     |     | 3–1 | 2–1 |     | 1–1 | 2–0 |     | —   | 1–1 | 0–2 |     |     |     | 1–1 | 3–1 |
| Maringá              |     |     | 1–1 | 0–2 |     | 3–2 |     |     | 1–1 |     |     | 1–1 |     | —   |     | 0–1 | 1–0 | 1–0 |     |     |
| Náutico              |     | 1–0 | 0–0 | 0–0 | 2–0 | 2–0 |     |     | 0–0 |     |     |     |     | 2–1 | —   | 0–1 | 3–0 |     |     |     |
| Ponte Preta          | 0–0 | 2–0 |     | 1–4 |     |     |     |     | 2–1 | 1–1 | 1–0 |     |     |     |     | —   | 1–0 |     | 1–0 | 0–1 |
| Retrô                |     |     |     |     |     |     | 0–0 | 2–1 |     | 0–2 | 1–0 |     | 0–4 |     |     |     | —   | 0–1 | 0–0 | 0–0 |
| São Bernardo         | 1–1 | 3–0 |     |     | 1–0 | 1–1 | 1–3 | 0–3 |     |     |     |     | 0–0 |     |     | 2–0 |     | —   | 2–0 |     |
| Tombense             | 1–2 | 1–1 |     |     | 0–0 |     | 0–0 | 3–2 |     |     | 2–0 |     |     | 1–1 | 0–2 |     |     |     | —   |     |
| Ypiranga de Erechim  |     |     | 2–2 |     | 0–1 | 1–0 | 1–0 |     |     |     | 3–2 |     |     | 0–0 | 0–4 |     |     | 0–2 | 1–0 | —   |

### Desempenho por rodada
Posições de cada clube por rodada:
| Rodada ↓ | ABC | APS | BPB | BRU | CAX | CON | CSA | FIG | FLO | GUA | ITA | ITU | LON | MGA | NAU | PON | RET | SBE | TOM | YPI |
| -------- | --- | --- | --- | --- | --- | --- | --- | --- | --- | --- | --- | --- | --- | --- | --- | --- | --- | --- | --- | --- |
| 1.ª      | 8   | 10  | 1   | 15  | 5   | 20  | 7   | 6   | 18  | 16  | 4   | 12  | 2   | 3   | 17  | 11  | 12  | 8   | 14  | 19  |
| 2.ª      | 13  | 17  | 3   | 6   | 9   | 11  | 12  | 14  | 20  | 19  | 8   | 7   | 1   | 2   | 15  | 5   | 18  | 16  | 4   | 10  |
| 3.ª      | 15  | 16  | 7   | 5   | 6   | 14  | 8   | 17  | 19  | 20  | 12  | 2   | 1   | 3   | 18  | 4   | 9   | 10  | 11  | 13  |
| 4.ª      | 17  | 19  | 9   | 6   | 4   | 16  | 10  | 20  | 13  | 15  | 14  | 1   | 5   | 3   | 18  | 2   | 12  | 11  | 7   | 8   |
| 5.ª      | 12  | 19  | 13  | 9   | 2   | 18  | 7   | 20  | 11  | 17  | 16  | 3   | 5   | 4   | 14  | 1   | 15  | 8   | 6   | 10  |
| 6.ª      | 14  | 19  | 15  | 4   | 2   | 20  | 9   | 16  | 11  | 18  | 17  | 7   | 3   | 5   | 10  | 1   | 12  | 6   | 8   | 13  |
| 7.ª      | 14  | 19  | 10  | 2   | 4   | 20  | 9   | 17  | 12  | 18  | 16  | 6   | 3   | 5   | 13  | 1   | 15  | 7   | 11  | 8   |
| 8.ª      | 15  | 20  | 13  | 3   | 2   | 19  | 6   | 14  | 9   | 16  | 17  | 8   | 5   | 7   | 12  | 1   | 18  | 10  | 11  | 4   |
| 9.ª      | 14  | 20  | 15  | 6   | 1   | 19  | 5   | 16  | 11  | 12  | 18  | 8   | 4   | 7   | 9   | 2   | 17  | 10  | 13  | 3   |
| 10.ª     | 16  | 20  | 17  | 8   | 1   | 18  | 5   | 15  | 9   | 10  | 14  | 12  | 4   | 11  | 6   | 2   | 19  | 7   | 13  | 3   |
| 11.ª     | 15  | 18  | 17  | 11  | 1   | 19  | 6   | 13  | 9   | 10  | 16  | 7   | 4   | 12  | 5   | 2   | 20  | 8   | 14  | 3   |
| 12.ª     | 14  | 19  | 15  | 7   | 1   | 18  | 9   | 12  | 6   | 11  | 16  | 10  | 4   | 13  | 8   | 2   | 20  | 5   | 17  | 3   |
| 13.ª     | 15  | 17  | 11  | 8   | 1   | 16  | 9   | 13  | 7   | 12  | 19  | 10  | 3   | 14  | 6   | 2   | 18  | 4   | 20  | 5   |
| 14.ª     | 15  | 14  | 11  | 6   | 1   | 18  | 9   | 16  | 8   | 12  | 17  | 10  | 3   | 13  | 4   | 2   | 19  | 5   | 20  | 7   |
| 15.ª     | 14  | 17  | 15  | 6   | 1   | 11  | 8   | 16  | 9   | 12  | 18  | 10  | 4   | 13  | 3   | 2   | 19  | 5   | 20  | 7   |
| 16.ª     | 18  | 14  | 13  | 7   | 1   | 10  | 9   | 17  | 6   | 11  | 15  | 12  | 5   | 16  | 2   | 4   | 19  | 3   | 20  | 8   |
| 17.ª     | 18  | 16  | 14  | 9   | 1   | 7   | 11  | 15  | 6   | 8   | 17  | 12  | 4   | 13  | 2   | 3   | 19  | 5   | 20  | 10  |
| 18.ª     |     |     |     |     | 1   |     |     |     |     |     |     |     |     |     |     |     |     |     |     |     |
| 19.ª     |     |     |     |     |     |     |     |     |     |     |     |     |     |     |     |     |     |     |     |     |
| Rodada ↑ | ABC | APS | BPB | BRU | CAX | CON | CSA | FIG | FLO | GUA | ITA | ITU | LON | MGA | NAU | PON | RET | SBE | TOM | YPI |

| Zona de classificação para a segunda fase Zona de rebaixamento à Série D de 2026 |

## Estatísticas

### Artilharia
| Gols | Jogador       | Equipe      |
| ---- | ------------- | ----------- |
| 7    | Iago Teles    | Londrina    |
| 6    | Tiago Marques | CSA         |
| 5    | Diego Mathias | Brusque     |
| 5    | Élvis         | Ponte Preta |
| 5    | Iago          | Caxias      |
| 5    | Rafael Silva  | Tombense    |

### Hat-tricks
| Jogador | Clube  | Adversário | Placar  | Data       | Ref.   |
| ------- | ------ | ---------- | ------- | ---------- | ------ |
| Calyson | Caxias | Londrina   | 4–2 (C) | 31 de maio | [ 15 ] |

### Público
Maiores públicos
Estes são os dez maiores públicos do campeonato:
| N.º | Público | Mandante    | Placar | Visitante   | Estádio           | Data        | Rodada | Ref.   |
| --- | ------- | ----------- | ------ | ----------- | ----------------- | ----------- | ------ | ------ |
| 1   | 12 914  | Ponte Preta | 1–1    | Guarani     | Moisés Lucarelli  | 2 de agosto | 15.ª   | [ 16 ] |
| 2   | 12 685  | Náutico     | 3–0    | Retrô       | Aflitos           | 3 de agosto | 15.ª   | [ 17 ] |
| 3   | 8 290   | Náutico     | 0–1    | Ponte Preta | Aflitos           | 24 de maio  | 7.ª    | [ 18 ] |
| 4   | 7 730   | Figueirense | 0–0    | Náutico     | Orlando Scarpelli | 13 de julho | 12.ª   | [ 19 ] |
| 5   | 7 629   | ABC         | 3–3    | Maringá     | Arena das Dunas   | 19 de julho | 13.ª   | [ 20 ] |
| 6   | 7 523   | Náutico     | 2–0    | Caxias      | Aflitos           | 21 de julho | 13.ª   | [ 21 ] |
| 7   | 7 417   | Náutico     | 0–0    | Floresta    | Aflitos           | 5 de julho  | 11.ª   | [ 22 ] |
| 8   | 7 401   | Londrina    | 1–1    | Maringá     | VGD               | 26 de abril | 3.ª    | [ 23 ] |
| 9   | 7 045   | Náutico     | 0–0    | Brusque     | Aflitos           | 4 de maio   | 4.ª    | [ 24 ] |
| 10  | 7 042   | ABC         | 3–3    | Anápolis    | Arena das Dunas   | 19 de maio  | 6.ª    | [ 25 ] |

Menores públicos
Estes são os dez menores públicos do campeonato:
| N.º | Público | Mandante | Placar | Visitante           | Estádio          | Data         | Rodada | Ref.   |
| --- | ------- | -------- | ------ | ------------------- | ---------------- | ------------ | ------ | ------ |
| 1   | 9       | Retrô    | 0–0    | Ypiranga de Erechim | Arena Pernambuco | 26 de julho  | 14.ª   | [ 26 ] |
| 2   | 19      | Retrô    | 2–1    | Figueirense         | Arena Pernambuco | 27 de abril  | 3.ª    | [ 27 ] |
| 3   | 29      | Retrô    | 1–0    | Itabaiana           | Arena Pernambuco | 18 de maio   | 6.ª    | [ 28 ] |
| 4   | 34      | Retrô    | 0–4    | Londrina            | Arena Pernambuco | 28 de junho  | 10.ª   | [ 29 ] |
| 5   | 46      | Retrô    | 0–1    | São Bernardo        | Arena Pernambuco | 10 de agosto | 16.ª   | [ 30 ] |
| 6   | 50      | Retrô    | 0–2    | Guarani             | Arena Pernambuco | 31 de maio   | 8.ª    | [ 31 ] |
| 7   | 59      | Retrô    | 0–0    | Tombense            | Arena Pernambuco | 13 de abril  | 1.ª    | [ 32 ] |
| 8   | 67      | Floresta | 1–0    | Tombense            | Domingão         | 10 de agosto | 16.ª   | [ 33 ] |
| 9   | 89      | Floresta | 2–1    | Brusque             | Domingão         | 30 de junho  | 10.ª   | [ 34 ] |
| 10  | 118     | Floresta | 2–1    | Ypiranga de Erechim | Domingão         | 12 de julho  | 12.ª   | [ 35 ] |

## Mudanças de técnicos
| Clube               | Antecessor             | Data         | Última partida                | Rod  | Pos  | Sucessor                    | Ref.          |
| ------------------- | ---------------------- | ------------ | ----------------------------- | ---- | ---- | --------------------------- | ------------- |
| Náutico             | Marquinhos Santos      | 14 de abril  | Itabaiana 2–1 Náutico         | 1.ª  | 18.º | Hélio dos Anjos             | [ 36 ] [ 37 ] |
| Caxias              | Luizinho Vieira        | 22 de abril  | Confiança 2–1 Caxias          | 2.ª  | 9.º  | Júnior Rocha                | [ 38 ] [ 39 ] |
| Guarani             | Maurício Souza         | 22 de abril  | Brusque 1–0 Guarani           | 2.ª  | 19.º | Marcelo Fernandes           | [ 41 ] [ 42 ] |
| Confiança           | Waguinho Dias          | 28 de abril  | Confiança 1–2 Ponte Preta     | 3.ª  | 14.º | Luizinho Vieira             | [ 43 ] [ 44 ] |
| Figueirense         | Thiago Carvalho        | 28 de abril  | Retrô 2–1 Figueirense         | 3.ª  | 17.º | Pintado                     | [ 45 ] [ 46 ] |
| Retrô               | Milton Mendes          | 11 de maio   | Caxias 2–1 Retrô              | 5.ª  | 15.º | Wíres Souza (interino)      | [ 47 ]        |
| Botafogo-PB         | Antônio Carlos Zago    | 12 de maio   | Botafogo-PB 2–3 Floresta      | 5.ª  | 13.º | Márcio Fernandes            | [ 48 ] [ 49 ] |
| Itabaiana           | Roberto Cavalo         | 2 de junho   | Floresta 1–0 Itabaiana        | 8.ª  | 17.º | Gilson Kleina               | [ 50 ] [ 51 ] |
| Londrina            | Claudinei Oliveira     | 4 de junho   | Caxias 4–2 Londrina           | 8.ª  | 5.º  | Roger Silva                 | [ 52 ] [ 53 ] |
| Anápolis            | Ângelo Luiz            | 17 de junho  | Anápolis 0–0 Retrô            | 9.ª  | 20.º | Gabardo Júnior              | [ 54 ] [ 55 ] |
| Retrô               | Wíres Souza (interino) | 20 de junho  | Anápolis 0–0 Retrô            | 9.ª  | 17.º | Itamar Schülle              | [ 56 ] [ 57 ] |
| ABC                 | Evaristo Piza          | 30 de junho  | ABC 0–3 Ypiranga de Erechim   | 10.ª | 15.º | Rodrigo Santana             | [ 58 ] [ 59 ] |
| Botafogo-PB         | Márcio Fernandes       | 2 de julho   | Itabaiana 1–0 Botafogo-PB     | 10.ª | 17.º | Evaristo Piza               | [ 61 ] [ 62 ] |
| Brusque             | Filipe Gouveia         | 9 de julho   | Brusque 0–2 Figueirense       | 11.ª | 11.º | Bernardo Franco             | [ 63 ] [ 64 ] |
| Tombense            | Raul Cabral            | 13 de julho  | Tombense 1–2 ABC              | 12.ª | 17.º | Marcelo Chamusca            | [ 65 ] [ 66 ] |
| Guarani             | Marcelo Fernandes      | 26 de julho  | Guarani 0–1 Náutico           | 14.ª | 12.º | Matheus Costa               | [ 67 ] [ 68 ] |
| CSA                 | Higo Magalhães         | 27 de julho  | Londrina 3–1 CSA              | 14.ª | 9.º  | Márcio Fernandes            | [ 69 ] [ 70 ] |
| Ypiranga de Erechim | Matheus Costa          | 27 de julho  | Retrô 0–0 Ypiranga de Erechim | 14.ª | 6.º  | Raul Cabral                 | [ 68 ] [ 71 ] |
| Maringá             | Jorge Castilho         | 31 de julho  | Tombense 1–1 Maringá          | 14.ª | 13.º | Rodrigo Chipp               | [ 73 ] [ 74 ] |
| Ponte Preta         | Alberto Valentim       | 11 de agosto | Botafogo-PB 2–1 Ponte Preta   | 16.ª | 4.º  | Marcelo Fernandes           | [ 75 ] [ 76 ] |
| Figueirense         | Pintado                | 11 de agosto | Figueirense 1–1 Maringá       | 16.ª | 17.º | Elio Sizenando              | [ 77 ] [ 78 ] |
| CSA                 | Márcio Fernandes       | 12 de agosto | Itabaiana 1–0 CSA             | 16.ª | 9.º  | Higo Magalhães              | [ 79 ]        |
| Retrô               | Itamar Schülle         | 18 de agosto | Maringá 1–0 Retrô             | 17.ª | 19.º | Jamerson Andrade (interino) | [ 80 ]        |
| ABC                 | Rodrigo Santana        | 18 de agosto | ABC 3–4 Guarani               | 17.ª | 18.º | Jonidey Tostão (interino)   | [ 81 ]        |